# Andrea Heick Gadeberg
Andrea Heick Gadeberg (født 24. november 1998) er en dansk skuespiller og sangerinde.
Hun har medvirket i musicalen Annie på Fredericia Teater og i Sound of Music samme sted, hvor hun spillede sammen med sin mor. Hun medvirkede i DR's julekalender Pagten i 2009 som lillesøsteren Karla.
I 2019 var hun filmaktuel i filmen Ser du månen, Daniel, hvor hun spillede Daniel Ryes søster Christina Rye og i Sanne - the musical spillede Andrea den unge Sanne Salomonsen. I 2020 modtog hun Årets Reumert for årets talentpris og samme år var hun filmaktuel i Retfærdighedens ryttere for hvilken hun modtog prisen som årets kvindelige hovedrolle ved Robertprisuddelingen i 2021.

## Personligt liv
Hun er datter af musiker Jørgen Heick og sanger og skuespiller Trine Gadeberg.
Den 10. august 2024 blev hun gift med Robert Jensen Buhl.

## Filmografi

### Film
| År   | Titel                   | Rolle         | Noter |
| ---- | ----------------------- | ------------- | ----- |
| 2019 | Ser du månen, Daniel    | Christina Rye |       |
| 2020 | Retfærdighedens ryttere | Mathilde      |       |
| 2022 | Smuk                    | Frida         |       |
| 2023 | Hygge!                  | Laura         |       |

### Tv-Serier
| År        | Titel           | Rolle      | Noter                  |
| --------- | --------------- | ---------- | ---------------------- |
| 2009      | Pagten          | Karla      | Julekalender           |
| 2021-2024 | Sygeplejeskolen | Marie Skov | Sæson 4-6; 16 episoder |
| 2022      | Chosen          | Marie      | 6 episoder             |
| 2023      | Dansegarderoben | Mimi       | 8 episoder             |

### Teater
| År   | Titel               | Rolle                 | Noter             |
| ---- | ------------------- | --------------------- | ----------------- |
| 2007 | Annie               | ‌ung pige på børnehjem | Fredericia Teater |
| 2008 | Sound of Music      | Martha                | Fredericia Teater |
| 2019 | Sanne - the musical | unge Sanne Salomonsen |                   |

## Priser
| Pris          | År   | Kategori                    | Production              | Resultat  |
| ------------- | ---- | --------------------------- | ----------------------- | --------- |
| Bodil prisen  | 2021 | Bedste kvindelige birolle   | Retfærdighedens ryttere | Nomineret |
| Robert prisen | 2021 | Årets kvindelige hovedrolle | Retfærdighedens ryttere | Vundet    |
| Svendprisen   | 2021 | Årets håb                   | Retfærdighedens ryttere | Vundet    |